# 塞居尔
塞居尔（法語：Ségur，法語發音：[seɡyʁ]）是法国阿韦龙省的一个市镇，属于米约区。

## 地理
塞居尔（44°17'33"N, 2°50'5"E）面积67.05 平方千米，位于法国奧克西塔尼大區阿韦龙省，该省份为法国南部内陆省份，位于法國中央高原南部，北起顺时针与康塔爾省、洛泽尔省、加尔省、埃罗省、塔恩省、塔恩-加龙省和洛特省接壤。
与塞居尔接壤的市镇（或旧市镇、城区）包括：阿尔克、阿韦龙省加亚克、莱萨克-塞韦拉克莱格利斯、蓬德萨拉尔、普拉德萨拉尔、韦赞德莱韦祖、勒维巴勒、屈朗、阿韦龙河畔塞韦拉克。

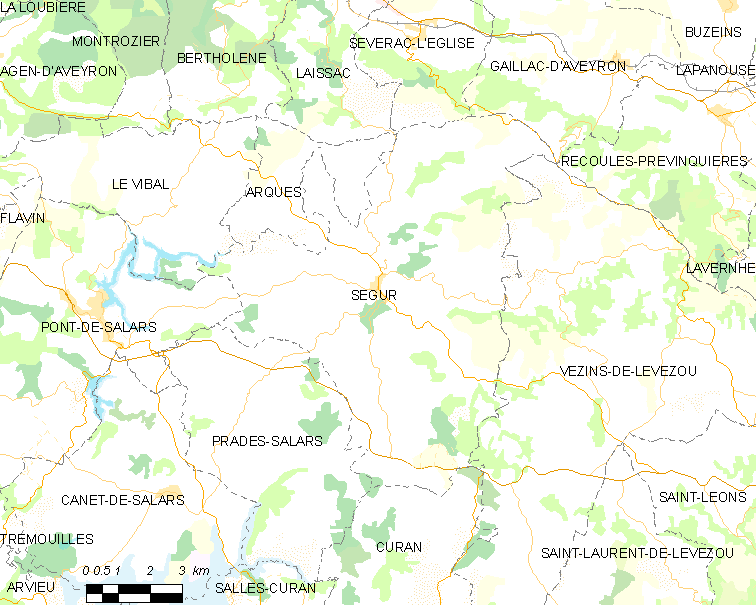
塞居尔的OSM定位图

塞居尔的时区为UTC+01:00、UTC+02:00（夏令时）。

## 行政
塞居尔的邮政编码为12290，INSEE市镇编码为12266。

## 政治
塞居尔所属的省级选区为拉斯普-莱韦祖县。

## 人口

1962-2008年间塞居尔人口变化图示

塞居尔于2022年1月1日时的人口数量为540人。